# Каш (округ)
Округ Каш (англ. Cache County [kæʃ]) располагается в штате Юта, США. Официально образован в 1856 году. По состоянию на 2010 год, численность населения составляла 112 656 человек.

## География
По данным Бюро переписи США, общая площадь округа равняется 3038,073 км², из которых 3017,353 км² суша и 20,720 км² или 0,700 % это водоёмы.

## Население
По данным переписи населения 2010 года в округе проживает 112 656 жителей в составе 34 722 домашних хозяйств и 26 464 семей. Плотность населения составляет 37,35 человек на км². На территории округа насчитывается 37 024 жилых строений, при плотности застройки около 12,28-ти строений на км². Расовый состав населения: белые — 89,12 %, афроамериканцы — 0,62 %, коренные американцы (индейцы) — 0,61 %, азиаты — 1,88 %, гавайцы — 0,39 %, представители других рас — 5,48 %, представители двух или более рас — 1,90 %. Испаноязычные составляли 9,96 % населения независимо от расы.
В составе 41,34 % из общего числа домашних хозяйств проживают дети в возрасте до 18 лет, 76,22 % домашних хозяйств представляют собой супружеские пары проживающие вместе, 7,73 % домашних хозяйств представляют собой одиноких женщин без супруга, 23,78 % домашних хозяйств не имеют отношения к семьям, 16,30 % домашних хозяйств состоят из одного человека, 5,54 % домашних хозяйств состоят из престарелых (65 лет и старше), проживающих в одиночестве. Средний размер домашнего хозяйства составляет 3,14 человека, и средний размер семьи 3,55 человека.
Возрастной состав округа: 36,30 % моложе 18 лет, 12,59 % от 18 до 24, 26,97 % от 25 до 44, 16,41 % от 45 до 64 и 16,41 % от 65 и старше. Средний возраст жителя округа 25,5 лет. На каждые 100 женщин приходится 98,84 мужчин. На каждые 100 женщин старше 18 лет приходится 99,53 мужчин.

### Населённые пункты
- Амальга
- Кларкстон
- Корниш
- Логан
- Льюистон
- Мендон
- Милвилл
- Нибли
- Норт-Логан
- Ньютон
- Парадайс
- Провиденс
- Ривер-Хайтс
- Ричмонд
- Смитфилд
- Трентон
- Уэлсвилл
- Хайд-Парк
- Хирум